# Kyle Gritters
Kyle Gritters (* 3. Mai 1983 in Palm Desert) ist ein US-amerikanischer Radrennfahrer.
Von 2004 bis 2008 war Kyle Gritters im Elite-Radsport aktiv. 2008 gewann er eine Etappe der Tour de Taiwan. Im selben Jahr beendete er seine Radsportlaufbahn.

## Erfolge
2008
- eine Etappe Tour de Taiwan

## Teams
- 2004 Monex
- 2005 Team Seasilver
- 2006 Health Net-Maxxis
- 2007 Health Net-Maxxis
- 2008 Health Net-Maxxis